# Pelican of London
Le Pelican of London (ou TS Pelican of London) est un trois-mâts, navire-école britannique basé au port de Weymouth.
Son gréement particulier, qualifié de « xebec polacre », est formé d'un mât de misaine avec voile à corne et d'un grand mât à phare carré.

## Histoire
Il a été construit aux Ateliers et chantiers Augustin Normand du Havre en 1948. Pour reconstituer la flotte de pêche française après la guerre, il fait partie d'une série de 4 chalutiers de 32 m et de 409 tonnes de déplacement, motorisation diesel Normand-MAN de 450 chevaux. Les sisterships sont Ker-Yar-Vor, Cap Juby et  Elizabeth-Thérèse. Le Pélican est destiné aux Pêcheries de Cornouailles à Lorient.  
Il est vendu à un armement norvégien et opère 19 ans en arctique puis est revendu en 1968; il est reclassé comme caboteur et  prend le nom de Kadett jusqu'en 1995.
Il est racheté par le commandant Graham Neilson qui le transforme en grand voilier en 2007, comme il l'avait déjà fait avec le TS Astrid en 1984.
Depuis 2012 le Pelican of London est exploité par l'association Adventure Under Sail pour participer aux épreuves des Tall Ships' Races en classe A. En 2013 il a participé à la  (Tall Ships Races 2013 en mer Baltique).